# Села Джудикарие
Сѐла Джудика̀рие (на италиански: Sella Giudicarie) е община в Северна Италия, автономна провинция Тренто, автономен регион Трентино-Южен Тирол. Административен център на общината е село Ронконе (Roncone), което е разположено на 842 m надморска височина. Населението на общината е 2938 души (към 2018 г.).
Общината е създадена в 1 януари 2016 г. Тя се състои от четири предшествуващи общини Бондо, Брегуцо, Лардаро и Ронконе, които сега са най-важните центрове на общината.